# Rytidosperma vickeryae
Rytidosperma vickeryae là một loài thực vật có hoa trong họ Hòa thảo. Loài này được M.Gray & H.P.Linder miêu tả khoa học đầu tiên năm 1999.